# Böotische Münzprägung in Archaik und Klassik
Charakteristisch für die böotische Münzprägung ist der äginetische Münzfuß oder Standard, auf dem die Einteilung der Münzen in Gewichtsklassen beruht, und eine motivisch einheitliche Gestaltung der Münzvorderseite. Geprägt werden vor allem Statere, deren Gewicht nach dem bereits erwähnten äginetischen Fuß 12,2 Gramm betrug.

## Die böotische Münzprägung als Bundesprägung
Generell ist bei böotischen Münzen zu beachten, dass es sich bei ihnen um Prägungen im Rahmen einer sog. Bundesprägung handelt.
Bundesprägungen sind Prägungen eines Bundes – also entweder einer wie auch immer gearteten, politischen Allianz oder aber auch eine Vereinbarung zur Prägung von bestimmten Münzen, sozusagen Sondermünzen.
Bundesprägungen haben den Zweck, den finanziellen wie auch allgemeinen Austausch zwischen zwei Parteien bzw., im Fall Böotiens, den beteiligten Städten zu erleichtern.
Daraus folgt, dass Bundesprägungen auf ein und demselben Gewichtssystem fußen – wie zum Beispiel dem äginetischen Standard im Falle der böotischen Münzprägung.
Die Allianzen/Bünde gestalteten auf unterschiedliche Weise die Vorder- und Rückseite ihrer Prägungen. Die Prägungen lassen sich aber anhand der Vorgehensweise in drei Gruppen einteilen:
1. Der Bund überließ den Mitgliedern freie Wahl bei der Gestaltung von Münzvorder- und -rückseite.
2. Die Mitglieder einigten sich auf ein gemeinsames Motiv, das auf der Vorderseite geprägt wurde. Die Rückseite wurde von der jeweils prägenden Stadt bestimmt – es finden sich für die Stadt bezeichnende Motive.
3. Der Bund übernahm die Prägung ganz, sodass Einzelmitglieder bzw. -städte nicht mehr genannt wurden.

Die gemeinsamen Darstellungen waren dabei Darstellungen solcher Dinge, die für den Bund insgesamt von zentraler Bedeutung waren; entweder mythologisch-kultischer oder aber historischer Natur. Am Beispiel Böotiens ist das der sog. „Böotische Schild“. Es handelt sich hierbei um einen ovalen Schild, an dessen Seiten sich halbkreisförmige Öffnungen befinden und dessen Vorderseite mit Rindsleder bezogen ist. Er ist charakteristisch für die Vorderseite jeder Münze des Böotischen Bundes während der Archaik und Klassik. Die Rückseitenmotive wurden von der prägenden Stadt bestimmt.
Während am Anfang der Prägung der Schild absolut einheitlich war, finden sich bei späteren Prägeserien nach der Schlacht von Leuktra auch auf den Schilden Hinweise auf die prägende Stadt. Haliartos zum Beispiel verzierte den böotischen Schild zusätzlich mit einem Dreizack – einem Symbol des Poseidon, der typisch für die Rückseite der Münzen der Stadt war. Einzige Ausnahme in Bezug auf die Vorderseitengestaltung bildete die Stadt Orchomenos, die statt des üblichen Schildes ein Weizenkorn auf der Vorderseite abbildete. Am Anfang des 4. Jahrhunderts v. Chr. setzte allerdings auch Orchomenos auf den Schild als Vorderseitenmotiv.

## Chronologie der Münzprägung
Nachdem sich der Bund im frühen 6. Jahrhundert v. Chr. gegründet hatte, begannen wahrscheinlich ab der zweiten Hälfte des 6. Jahrhunderts v. Chr. die Städte Theben, Haliartos und Tanagra Münzen zu prägen.
Die Vorderseite ist bereits bei diesen ersten Prägungen mit dem böotischen Schild geschmückt. Die Rückseiten zeichnen sich durch das sogenannte Windmühlenincusum aus, das bereits in Ägina verwendet wird.
Bei diesem Windmühlenincusum handelt es sich um ein Quadrat, in dem sich abwechselnd erhabene und gestanzte Dreiecken befinden. Die Beischriften, wenn vorhanden, befinden sich in deren Mitte. Tanagra zum Beispiel signiert seine Münzen mit einem Tau bzw. Tau und Alpha, Haliartos mit einem Asper – einem etwas älteren, griechischer Buchstabe, und Theben, das auf eine Beischrift verzichtet.
Ende des 6. Jahrhunderts v. Chr. kommen zu den bisher prägenden Städten Tanagra, Haliartus und Theben vier weitere Städte hinzu: Akrapheia, Koroneia, Mykalessos und Pharai. Weiterhin verziert man die Vorderseite der Münze mit dem böotischen Schild und die Rückseite mit dem Windmühlenincusum, das bereits während der letzten Serie benutzt wurde und in dessen Mitte ebenfalls die Initialbuchstaben der (Präge-)Städte zu finden sind: Phi für Pharai, My für Mykalessos. Auch Theben signiert nun ein Theta in die Mitte des Windmühlenincusum.
Um 480 v. Chr. begann die Position Thebens als Hegemon innerhalb des Bundes infolge der Perserkriege zu schwanken und es tritt in den Hintergrund. In den Funden aus dieser Zeit lassen sich vermehrt Münzen aus Tanagra finden, die entweder mit dem für Tanagra typischen TA oder mit TA und BOI beigeschrieben sind. Letzteres wird als Indiz für die Übernahme der Vormachtstellung innerhalb des Bundes durch Tanagra gedeutet. Als Rückseitenmotiv bleibt das Windmühlenincusum erhalten, gleichzeitig trat als ein neues Motiv ein vierspeichriges Rad auf.
Nach einer Invasion durch Athen mit der darauf folgenden Errichtung von Demokratien begannen um 456 v. Chr. auch andere Städte wieder vermehrt, Münzen zu prägen, darunter Haliartos, Akrapheia, Theben und Koroneia. Das Windmühlenincusum verschwand zu Gunsten von deutlich voneinander unterscheidbaren Bildern, die zusätzlich mit Stadtinitialen beigeschrieben wurden.
Ab 446 v. Chr., der Vertreibung der Athener, für weitere fünfzig Jahre, also bis ca. 400 v. Chr. wurden die Prägungen des Bundes allein im Namen von Theben herausgegeben. Darunter befindet sich eine Serie von Stateren, auf deren Rückseite Herakles, der qua Mythologie eng mit der Stadt Theben verbunden ist, in verschiedenen Typen zu sehen ist:
- Sieger im Kampf
- Bogenschütze (stehend oder kniend)
- einen delphischen Dreifuß stehlend
- als Kind, das Schlangen erwürgt

Eine weitere thebanische Prägung trat im letzten Viertel des Jahrhunderts auf: Als Rückseitenmotive dienten nun Köpfe von Herakles oder Dionysos im Profil oder vorderansichtig.
Der 387 v. Chr. beschlossene Königsfrieden zwischen den Griechen und dem Perserkönig Artaxerxes II. als Garanten zur Beendigung des Korinthischen Krieges, bedeutete die Auflösung des böotischen Bundes, da durch diesen Frieden jede griechische Stadt für unabhängig erklärt wurde. Das hatte zunächst ein Stoppen der Prägungen zur Folge.
Nach der Vertreibung der Spartaner in der Schlacht von Leuktra im Jahr 371 v. Chr. durch die Thebaner wurde der böotische Bund neu etabliert. Theben nahm erneut die Vormachtstellung innerhalb des Bundes ein. Die Münzprägungen zu dieser Zeit lassen sich anhand verschiedener Rückseiten zu drei Gruppen zusammenfassen, wobei Gruppe I sich nochmals in drei Gruppen unterteilen lässt.
Gruppe Ia charakterisiert sich durch eine mit einem schlangenwürgenden Herakles, den wir bereits aus dem mittleren fünften Jahrhundert kennen. Er ist hier aber ganz anders dargestellt – jetzt sitzend, vorderansichtig und eine Schlange in jeder Hand.
Gruppe Ib hat eine Amphora auf der Rückseite, die von einem Symbol mit Bezug zu Herakles oder Dionysos begleitet wird. Sie wird datiert in das beginnende 4. oder späte 5. Jahrhundert v. Chr. Teilweise kann man auch eine Änderung am Vorderseiten-Design erkennen, deren Schild gegebenenfalls mit einer Keule geschmückt wurde. Diese Verwendung von Keule, Bogen, Trauben und Weinlaub begann mit dieser Prägung und setzte sich dann in den Gruppen Ic und II fort.
Die Rückseiten der Münzen aus Gruppe Ic tragen eine Amphora, die von verschiedenen Symbolen und abgekürzten Personennamen begleitet wird. Die verschiedenen Symbole sind zunächst die altbekannten, d. h. Keule, Bogen, Trauben und Weinlaub, aber auch Rosen, Weizenkörner und andere Symbole, die sich auf die Familien der beigeschriebenen Personen beziehen. Die Namen dieser Personen sind normalerweise mit vier Buchstaben abgekürzt; es existieren allerdings auch Varianten mit nur drei oder sogar sechs Buchstaben. Gedeutet wurden diese Namen zunächst als die Namen von Boiotarchen, den Vorstehern des Bundes, allerdings ist wesentlich wahrscheinlicher, dass diese Namen die Namen von Beamten oder Privatpersonen sind, deren Aufgabe die Überwachung der Münzprägung ist.
Die Rückseite der Gruppe II trägt wiederum eine typisch thebanische Amphora, zu deren Seiten jetzt nicht mehr Einzelnamen von Familien stehen, sondern die Beischrift BOIO(ton), was als Hauptunterscheidungsmerkmal zwischen der Gruppe Ic und der Gruppe II zu verstehen ist. Weiterhin wird die Amphora von Symbolen, die sich auf Herakles und Dionysos beziehen, begleitet.
Die Gruppe III subsumiert die Prägung der übrigen Städte zu dieser Zeit, also Prägungen von zum Beispiel Haliartus, Orchomenos und Tanagra und weist neben charakteristischen Rückseiten auch Veränderung am vorderseitigen, böotischen Schild auf.

## Motive
Als Vorderseitenmotiv der böotischen Münzen diente der sogenannte böotische Schild, dessen Bedeutung für den böotischen Bund umstritten ist. Man vermutet, dass entweder der Statue der Athena Itoneia im Bundesheiligtum der Böotier bei Koroneia einen solchen Schild trug oder aber, dass sich seine Bedeutung aus seiner Machart ableitet:
Die Vorderseite des böotischen Schildes war mit Rindsleder überzogen und das griechische Wort für Rind war namensgebend für die gesamte Region.
Die Rückseitenmotive hängen von der Stadt ab. Zu Beginn der Münzprägung unterscheiden sich diese nur gering voneinander, zum Beispiel durch unterschiedliche Stadtinitialen in der Mitte der Windmühlenincusa.
Ab 456 v. Chr. prägten die Städte hingegen deutlich voneinander unterscheidbare Bilder und signierten diese zusätzlich mit Abkürzungen des Städtenamens. Manche dieser Motive wurden auch in den Prägungen nach der Schlacht von Leuktra verwendet.
Die Region Böotien galt bereits in der Antike als eher ländlich geprägt. Auf den Rückseiten vieler Münzen finden sich daher eher Motive aus dem landwirtschaftlichen Bereich: Tanagra zum Beispiel prägte auf die Rückseiten seiner Münzen das Vorderteil eines Pferdes und die Stadt Kopai einen Rinderkopf in Vorderansicht. Allgemein können die Rückseitenmotive von Münzen Stadtgottheiten, Wahrzeichen oder mythische Motive darstellen.

### Theben

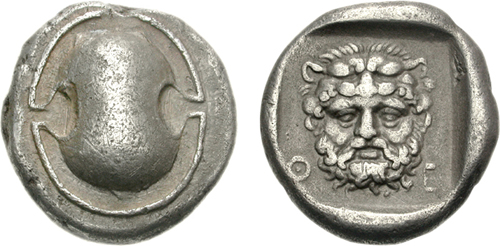
Etwa 440 bis 425 v. Chr.

Das Motiv, das Theben auf die Rückseite seiner Münzen in der zweiten Hälfte des 6. Jahrhunderts v. Chr. prägte, ist ein Windmühlenincusum ohne Beischrift, das ab dem Anfang des 5. Jahrhunderts v. Chr. mit einem Theta beigeschrieben wurde. Nach den Perserkriegen wirtschaftlich geschwächt, begann eine vermehrte, thebanische Prägetätigkeit erst wieder ab 456 v. Chr. mit einer Amphora und den Stadtinitialen. Zehn Jahre darauf prägte die Stadt eine Serie von Stateren, deren Hauptfigur Herakles ist, dessen Mutter Alkmene dem Mythos zufolge eine Bewohnerin der Stadt war. Sie wurde von Zeus, der sich in ihren Ehemann verwandelt hatte, geschwängert, als dieser sich auf einem Kriegszug befand. Nach der Geburt von Herakles legte die eifersüchtige Gattin des Zeus, Hera, dem neugeborenen Herakles zwei Schlangen in die Wiege, die er jedoch dank seiner göttlichen Abstammung erwürgen konnte. Diese Szene ist auf einer Münze dieser Zeit abgebildet. Weitere, zeitgleiche Motive sind Herakles als Bogenschütze oder Sieger im Kampf oder Herakles, wie er einen delphischen Dreifuß trägt.
Zur Neuetablierung des böotischen Bundes nach der Schlacht von Leuktra mit Theben als Hegemon gab die Stadt verschiedene Münzserien heraus.
Hauptsächlich, mit Ausnahme einer Serie, die das Motiv von Herakles als Schlangenwürger erneut aufgriff, befinden sich auf den Rückseiten Amphoren mit unterschiedlichen Beischriften und Symbolen, die sich entweder auf Herakles oder Dionysos, den Sohn von Zeus und Semele, der Tochter des mythischen Stadtgründers von Theben, Kadmos, beziehen.

### Haliartos
Haliartos gehörte zu den ersten Städten des böotischen Bundes, die Münzen prägte.
Anfangs befindet sich auf der Rückseite ein Windmühlenincusum, in dessen Mitte sich als Beischrift ein Asper befindet.
Ab 456 v. Chr. ist das Hauptmotiv der Stadtprägungen Poseidon. Als Erklärung für dieses Motiv kann das Bundesheiligtum des Poseidon von Onchestos dienen, das auf dem Territorium der Stadt liegen sollte.
Nach der Schlacht von Leuktra prägte die Stadt einen Dreizack auf die Vorderseite des Schildes.

### Plataiai
Plataiai prägte erst ab 456 v. Chr. Münzen mit dem böotischen Schild. Vorher war die Stadt mit Athen verbündet. Als Rückseitenmotiv diente ein Hera-Porträt in Profilansicht, das wahrscheinlich als Verweis auf einen in der Stadt befindliches Hera-Heiligtum gedeutet werden kann.

### Orchomenos
Orchomenos bildet eine Ausnahme. Statt des üblichen böotischen Schildes prägte die Stadt auf der Vorderseite ein Weizenkorn. Auf der Rückseite wechseln die Motive im Laufe der Jahrhunderte.
Zum Beginn der Prägung, um 500 v. Chr., findet sich auch ein Windmühlenincusum. Dieses Motiv wird durch eine Prägeserie mit Weizenähren als Rückseitenmotiv mit der Beischrift Epsilon Rho (ER) abgelöst. Dass anstatt eines Omikrons ein Epsilon zu den Stadtinitialen gehört, lässt sich mit dem damaligen, böotischen Dialekt erklären.
Nach der Schlacht von Leuktra übernahm auch Orchomenos den Schild als Vorderseitenmotiv, verzierte ihn aber zusätzlich mit einer Weizenähre; auf der Rückseite wurde eine Amphora mit der Beischrift Epsilon Rho Chi Omikron (ERXO) geprägt.